# Umbul (Luas)
Umbul is een bestuurslaag in het regentschap Kaur van de provincie Bengkulu, Indonesië. Umbul telt 232 inwoners (volkstelling 2010).